# Col·lecció de premsa clandestina i d'exili antifranquista de l'Arxiu Històric de la Ciutat de Barcelona
La col·lecció de premsa clandestina de l'Arxiu Històric de la Ciutat de Barcelona està formada per més d'un miler de títols que es van publicar durant la dictadura franquista i fins a la legalització dels partits polítics (1939-1977), i també per publicacions impreses a l'exili per part de refugiats de guerra i per les diferents agrupacions que es van reconstituir a l'exterior. Procedeix, gairebé completament, de donatius de particulars i dels diferents partits polítics.

## La col·lecció
La col·lecció, que és molt desigual a causa de les dificultats d'impressió i distribució, dona testimoni dels fets i contribueix a la recerca històrica d'una època amb una informació totalment opaca. Les publicacions clandestines, editades en unes condicions molt adverses, es caracteritzen per la seva fragilitat fruit d'una impressió molt primitiva basada en les ciclostils casolanes anomenades "vietnamites", sobretot en els primers anys del franquisme.
És indubtable que aquesta col·lecció és molt poc convencional i bona part de les publicacions no tenen peu d'impremta, i si el tenen, molts cops és erroni o fals per tal de complicar la localització del lloc d'impressió. En molts casos, l'única informació d'una publicació és el mateix document, i s'ha de recórrer al seu contingut per tal de trobar dades objectives per poder vincular un document a una organització, un moment històric o un lloc d'edició.

## Òrgans de partits polítics i d'organitzacions sindicals
Es conserven exemplars dels òrgans de la majoria de partits polítics catalans que es van reorganitzar cap als anys quaranta, l'etapa més dura de la repressió, tant a l'interior com a l'exili. El moviment obrer també està molt ben representat amb una majoria de títols que pertanyen al sindicat Comissions Obreres, un dels principals moviments organitzats d'oposició al règim franquista.
Una lectura estadística permet valorar la col·lecció des de diferents punts de vista. Des d'un punt de vista geogràfic, un 80% de la col·lecció està editada a l'interior i un 20% a l'exili. Destacant de l'exili dos països, França i Mèxic, tant per la quantitat d'exiliats que hi residien com pel pes específic que tingueren en la reconstitució dels partits polítics i en la formació de moviments de resistència. Des d'un punt de vista cronològic, el gruix dels materials pertany als anys setanta, moment en què, amb el règim franquista en hores baixes, es donà un creixement exponencial de la literatura clandestina.

## Tipologia de publicacions
Pel que fa a les entitats editores, les més ben representades són els partits polítics, amb un 55% de publicacions, i després les organitzacions sindicals amb un 20%. Les publicacions estudiantils i les publicacions d'agències d'informació, en canvi, són poc significatives en la col·lecció, ja que només representen el 3%.
La següent relació inclou els partits polítics amb major nombre de títols conservats en la col·lecció de publicacions clandestines:
- Partit Socialista Unificat de Catalunya-PSUC (38 títols)

- Liga Comunista Revolucionaria-LCR (32 títols)

- Liga Comunista Revolucionaria – ETA (VI)-LCR-ETA (VI) (23 títols)

- Liga Comunista (19 títols)

- Partido Obrero Revolucionario de España-PORE (18 títols)

- IV Internacional (17 títols)

- Partit Socialista d'Alliberament Nacional dels Països Catalans-PSAN (12 títols)

- Moviment Socialista de Catalunya-MSC (10 títols)

- Organización Comunista de España (Bandera Roja) (10 títols)

- Frente Revolucionario Antifascista y Patriota-FRAP (9 títols)

- Organización Comunista (Bandera Roja) (9 títols)

- ALTRES (392 títols)

## Ideologies representades
Finalment, des d'un punt de vista ideològic hi ha representat un ampli ventall de tendències polítiques: comunistes, socialistes, anarquistes, trotskistes, catalanistes, independentistes, carlistes, falangistes, militars, monàrquics Joanistes, l'extrema esquerra i també l'extrema dreta.
L'Arxiu Històric de la Ciutat de Barcelona va publicar el catàleg de la seva col·lecció de premsa clandestina i de l'exili l'any 2000(1), i també ha col·laborat en diferents projectes de digitalització que donen accessibilitat avui, a través d'internet, a una part dels títols que formen la col·lecció (vegeu enllaços externs).